# 普倫代尼鄉

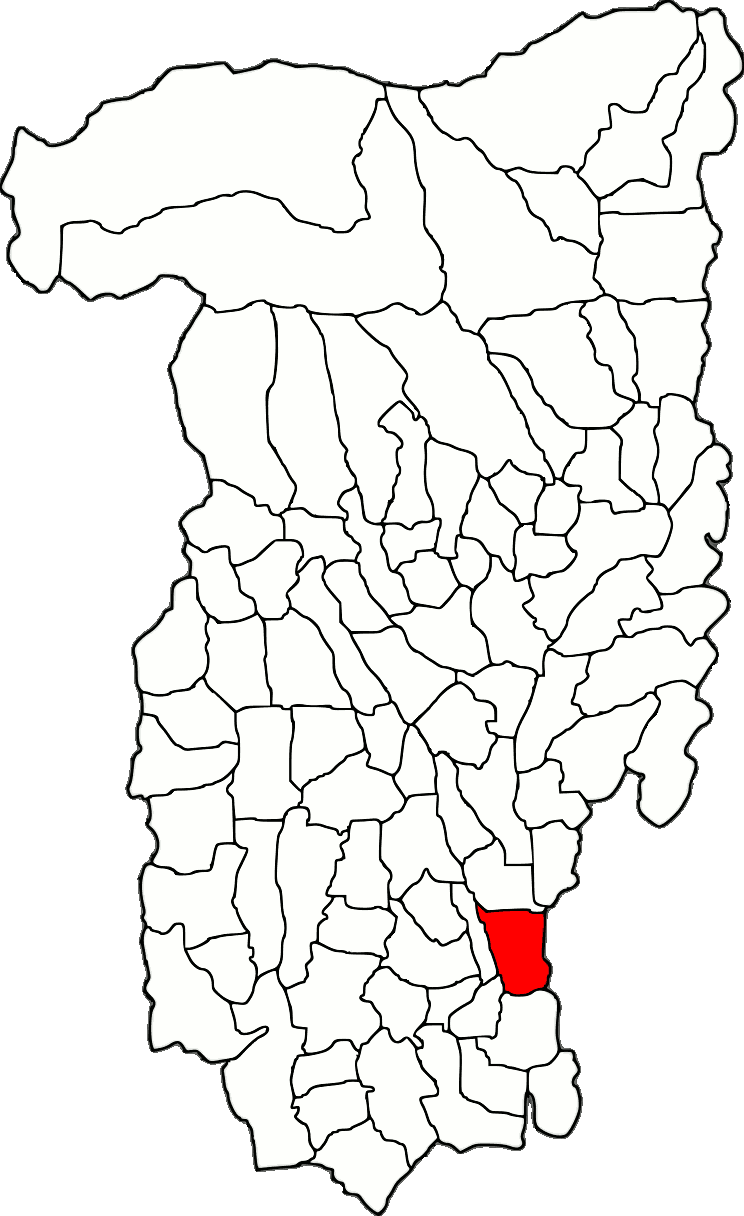
紅色處為 普倫代尼鄉

44°44′N 24°15′E / 44.733°N 24.250°E
普倫代尼鄉（羅馬尼亞語：Comuna Prundeni, Vâlcea），是羅馬尼亞的鄉份，位於該國西南部，由沃爾恰縣負責管轄，面積41平方公里，海拔高度167米，2002年人口4,589，人口密度每平方公里112人。